# Ambasciata d'Italia presso la Santa Sede
L'ambasciata d'Italia presso la Santa Sede è la missione diplomatica della Repubblica Italiana nella Santa Sede e in via secondaria anche presso il Sovrano Militare Ordine di Malta (SMOM).
Ha sede a Roma e si tratta dell'unico caso di una sede diplomatica distaccata sul territorio dello stesso paese che rappresenta. La missione è guidata dal 19 febbraio 2022 dal ministro plenipotenziario Francesco Di Nitto.

## Attività
L’attività dell’Ambasciata d’Italia presso la Santa Sede e il Sovrano Militare Ordine di Malta (SMOM) si basa su quanto stabilito dalla Convenzione di Vienna sulle relazioni diplomatiche del 1961, che definisce il ruolo delle rappresentanze diplomatiche in ambito internazionale.
Tra le sue principali funzioni, l’Ambasciata rappresenta l’Italia presso la Santa Sede e lo SMOM, curando le relazioni ufficiali tra le parti, tutela gli interessi dell’Italia e dei suoi cittadini, nei limiti consentiti dal diritto internazionale, conduce negoziati con le autorità della Santa Sede e dello SMOM su questioni di comune interesse, raccoglie informazioni (attraverso mezzi leciti) sull’evoluzione degli avvenimenti nella Santa Sede e nello SMOM, riferendone al Governo italiano e promuove i rapporti culturali, scientifici ed economici, contribuendo a rafforzare i legami tra l’Italia e le due istituzioni.
Inoltre, attraverso la Cancelleria consolare, l’Ambasciata fornisce servizi ai cittadini italiani e stranieri residenti nel territorio della sua giurisdizione, come pratiche anagrafiche, rilascio di documenti e assistenza in situazioni di emergenza.
L’Ambasciata svolge infine un’importante funzione di raccordo tra le rappresentanze diplomatiche di altri Paesi accreditati presso la Santa Sede e il Cerimoniale della Repubblica Italiana, facilitando i rapporti istituzionali e la partecipazione a eventi ufficiali.

## Gli ambasciatori d'Italia presso la Santa Sede
| Dal           | Al          | Ambasciatore                                   |
| ------------- | ----------- | ---------------------------------------------- |
| 1929          | 1935        | Cesare Maria De Vecchi                         |
| 1935          | 1939        | Bonifacio Pignatti Morano di Custoza           |
| 1939          | 1940        | Dino Alfieri                                   |
| 1940          | 1942        | Bernardo Attolico                              |
| 1942          | 1943        | Raffaele Guariglia                             |
| febbraio 1943 | luglio 1943 | Galeazzo Ciano                                 |
| 1943          | 1947        | Francesco Babuscio Rizzo (incaricato d’affari) |
| 1947          | 1948        | Pasquale Diana                                 |
| 1948          | 1952        | Antonio Meli Lupi di Soragna                   |
| 1952          | 1957        | Francesco Giorgio Mameli                       |
| 1957          | 1964        | Bartolomeo Migone                              |
| 1964          | 1969        | Giulio del Balzo di Presenzano                 |
| 1969          | 1977        | Gianfranco Pompei                              |
| 1977          | 1979        | Vittorio Cordero di Montezemolo                |
| 1979          | 1981        | Bruno Bottai                                   |
| 1981          | 1985        | Claudio Chelli                                 |
| 1985          | 1988        | Andrea Cagiati                                 |
| 1988          | 1992        | Emanuele Scammacca del Murgo e dell’Agnone     |
| 1992          | 1994        | Giuseppe Baldocci                              |
| 1994          | 1997        | Bruno Bottai                                   |
| 1997          | 1999        | Alberto Leoncini Bartoli                       |
| 1999          | 2003        | Raniero Avogadro                               |
| 2003          | 2004        | Giuseppe Balboni Acqua                         |
| 2004          | 2010        | Antonio Zanardi Landi                          |
| 2010          | 2015        | Francesco Maria Greco                          |
| 2015          | 2017        | Daniele Mancini                                |
| 2017          | 2022        | Pietro Sebastiani                              |
| 2022          | in carica   | Francesco Di Nitto                             |